# Цврчак Цврча
Цврчак Цврча је лик из дугометражног цртаног филма "Пинокио" чији је творац амерички цртач и аниматор Волт Дизни. Филм је премијерно приказан 23. фебруара 1940. године. Цврчак Цврча (Jiminy Cricket) у филму је представљао глас разума и чувара Пинокиове савести, па је лепо прихваћен од филмске публике. Студио Волта Дизнија ликове Пинокија и Цврчка Цврче, осим у дугометражном филму, обилато је експлоатисао у стрипу и низу кратких цртаних филмова.

## Креирање лика
Овај лик се појављује и у оригиналном делу, односно роману италијанског писца Карла Колодија, али без имена и у том роману га главни јунак, дрвени лутак Пинокио убија чекићем. У филму је његова улога измењена, па чак на наваљивање самог Дизнија, додељена му је све већа минутажа, па и сцене које су првобитно биле намењене главном јунаку. С обзиром да је било важно да овај лик успе, посебно је посвећена пажња сценама у којима се појављује и сцена у којој пева „Give A Little Whistle“ је била прва комплетно завршена.
Ипак, аниматори су имали проблем да остваре овај лик због његове мале величине. Да би олакшали тај посао, као и за друге ликове, коришћене су лутке које су послужиле као модели за цртање, а у мањој мери је послужила и техника ротоскопинг. На самом почетку цртачи Ворд Кимбал, Вули Рајтхерман и Дон Тоусли су га замислили као правог инсекта са антенама, али је у коначној верзији више личио на човечуљка са белим рукавицама и плавожутим шеширом. Једина одлика инсекта је била та што није имао ушне шкољке. Глас овом јунаку је „позајмио“ Клиф Едвардс. Сматра се да је ова улога пратиоца главног лика надаље постала пракса и у другим Дизнијевим цртаћима.